# Are You Experienced
Are You Experienced este albumul de debut al trupei The Jimi Hendrix Experience. Lansat în 1967, a fost primul disc înregistrat de Track Records. Albumul se caracterizează prin muzica R&B și psihedelică specifică lui Hendrix, toate acestea fiind însoțite de bogate acorduri de chitară electrică, fie cu o sonoritate distorsionată, fie prin tehnica de feedback. Discul l-a propulsat pe Hendrix pe scena internațională. În 2003, revista Rolling Stone a clasat albumul pe locul 15 în lista celor mai bune 500 de albume ale tuturor timpurilor stabilită de revista Rolling Stone.

## Lista pieselor
1. „Purple Haze” (Hendrix) (2:46)
2. „Manic Depression” (Hendrix) (3:46)
3. „Hey Joe” (Billy Roberts) (3:23)
4. „Love or Confusion” (Hendrix) (3:15)
5. „May This Be Love” (Hendrix) (3:14)
6. „I Don't Live Today” (Hendrix) (3:55)
7. „The Wind Cries Mary” (Hendrix) (3:21)
8. „Fire” (Hendrix) (2:34)
9. „Third Stone from The Sun” (Hendrix) (6:40)
10. „Foxy Lady” (Hendrix) (3:15)
11. „Are You Experienced?” (Hendrix) (3:55)

## Discuri single
- „Hey Joe” (1966/1967)
- „Purple Haze” (1967)

## Componență
- Jimi Hendrix — chitară, voce
- Noel Redding — chitară bas, voce de fundal
- Mitch Mitchell — baterie, voce de fundal